# Джонгба
Джонгба или Чжунба (тиб. འབྲོང་པ་རྫོང་, Вайли:  ´brong pa rdzong, кит. упр. 仲巴县, пиньинь Zhōngbā xiàn) — уезд городского округа Шигадзе, Тибетского автономного района в Китае.

## История
Уезд был создан в 1960 году, и первоначально был включён в состав Специального района Нгари (阿里专区), В 1962 году он был передан в состав Специального района Шигадзе (日喀则专区). В 1970 году Специальный район Шигадзе был переименован в Округ Шигадзе.
30 августа 2008 года здесь произошло землетрясение магнитудой 6,8. Падающими камнями были повреждены дома и заблокированы дороги, сообщений о пострадавших не было.
В 2014 году округ Шигадзе был преобразован в городской округ.

## Административное деление
Уезд делится на 1 посёлок и 12 волостей:
- Посёлок Парьянг (帕羊镇)
- Волость Лабранг (拉让乡)
- Волость Бодой (布多乡)
- Волость Гета (吉拉乡)
- Волость Гьема (吉玛乡)
- Волость Хорба (霍尔巴乡)
- Волость Лунггар (隆嘎尔乡)
- Волость Нагчу (纳久乡)
- Волость Пайнчи (偏吉乡)
- Волость Парма (帕玛乡)
- Волость Чонкор (琼果乡)
- Волость Рингтор (仁多乡)
- Волость Ягра (亚热乡)

## Экономика
Важное значение имеет КПП Лекце (Лицзы) на границе с Непалом. 